# Chorużiwka
Chorużiwka (ukr. Хоружівка) – wieś w północno-wschodniej Ukrainie, w rejonie nedryhajliwskim obwodu sumskiego.
Wieś liczy 813 mieszkańców, leży 111 metrów n.p.m. 23 lutego 1954 roku urodził się tu Wiktor Juszczenko, prezydent Ukrainy w latach 2005–2010. Z miejscowości pochodzi również Petro Juszczenko, jego brat i biznesmen.